# 松平浩一
松平 浩一（まつだいら こういち、1974年9月16日 ‐ ）は、日本の政治家、弁護士。立憲民主党所属の元衆議院議員（1期）。

## 来歴・人物
石川県金沢市出身。深溝松平家の末裔にあたる。1993年、金沢大学附属高等学校卒業。1999年、上智大学経済学部卒業。2003年、司法試験合格。弁護士としてベーカー&マッケンジー法律事務所に勤務し、国際取引、M&A、企業再生案件などに携わる。その間、グリー、ソニー、ヤフー及びYJキャピタルに出向、インターネット関連、スタートアップ支援業務に従事した。シンガポールにてプロサッカークラブ（アルビレックス新潟シンガポール）を創設・運営、FIFA公認エージェントとして選手の海外・国内移籍業務を行うほか、公益財団法人日本サッカー協会規律・フェアプレー委員等を歴任するなどサッカー関連の活動も多い。また、参議院議員の渡辺秀央の政策秘書を務めた。その縁で渡辺が会長を務める一般社団法人日本ミャンマー協会の監事を務めたこともある。
2017年10月9日、立憲民主党は第48回衆議院議員総選挙の第2次公認として、選挙区候補1人と、比例単独候補15人を発表。候補者が確定した。比例北陸信越ブロックの名簿には西村智奈美（新潟1区）が重複立候補者として1位で、松平が単独2位で、山本和嘉子が単独3位で搭載された。同年10月31日、投開票。立憲民主党は同ブロックで2議席を獲得し、同年10月31日、投開票。立憲民主党は同ブロックで2議席を獲得し、西村智奈美が小選挙区で当選したため、名簿上位の松平が比例区で当選した。
衆議院議員として、経済産業委員会、法務委員会、地方創生特別委員会に所属した。江戸時代に現在の衆院選長崎2区に含まれる島原藩を治めた深溝松平家の末裔にあたるなどの縁により、2018年11月6日に同党の長崎2区支部長に就任。サッカー日本代表長友佑都の元マネージャーが地元秘書を務めている。2021年10月、第49回衆議院議員総選挙に長崎2区から出馬し、68,405票を獲得するも落選した。
2021年の衆議院議員選挙で落選後、松平は大手外資系旅行会社で役員を務めた。2023年7月1日には、スタートアップ投資を手がけるZ Venture Capital（旧YJキャピタル）の最高財務責任者（CFO）に就任し、国会議員時代にスタートアップ支援政策に携わった経験を活かして支援活動に従事している。2024年1月には同社のManaging Partnerに昇格した。

## 政策・主張
- 新型コロナの感染拡大防止のため、「ロックダウン」＝都市封鎖を可能にする法整備の必要性は「どちらかといえば必要だ」と回答[18]。
- ワクチンを接種した人や検査で陰性が確認された人などを対象にした行動制限の緩和について、「賛成」と回答。
- 新型コロナ対策として、消費税率の一時的な引き下げについて「必要」と回答。
- 財政健全化に向けて、国と地方をあわせた基礎的財政収支を2025年度に黒字化する政府の目標について、「先延ばしはやむを得ない」と回答。

## 選挙
| 当落 | 選挙                   | 執行日         | 選挙区               | 政党       | 得票数    | 得票率 | 定数 | 得票順位 /候補者数 | 政党内比例順位 /政党当選者数 |
| ---- | ---------------------- | -------------- | -------------------- | ---------- | --------- | ------ | ---- | ------------------ | ---------------------------- |
| 当   | 第48回衆議院議員総選挙 | 2017年10月22日 | 比例北陸信越ブロック | 立憲民主党 |           |        | 10   | /                  | 1/2                          |
| 落   | 第49回衆議院議員総選挙 | 2021年10月31日 | 長崎県第2区          | 立憲民主党 | 6万8405票 | 41.79% | 1    | 2/2                | 9/4                          |